# Papierfabriek Doetinchem
Papierfabriek Doetinchem is een papierfabriek in de stad Doetinchem, gelegen aan de Terborgseweg 52.

## Geschiedenis
Oprichter was de familie Van Veen, die samen met de familie Misset een drukkerij/uitgeverij bezat. Een dochter van Veen was getrouwd met Oscar Nettle die in Tsjechië een papierfabriek bezat. Zo ontstond het idee om ook in Doetinchem een dergelijke fabriek te beginnen. De fabriek ging van start in 1937 in een voormalige steenhouwerij. Bart Vromen, een Joodse onderduiker, kwam in contact met de familie. Hij bezat in Zutphen een groothandel in pakpapier, de Abraham Vromen Papiercompagnie.
Toen de oorlog voorbij was gingen de bedrijven samen tot Vromen & Papierfabriek "Doetinchem" NV, in de volksmond: Vromen Papierfabriek. Als grondstof werd oud papier gebezigd. De papierfabriek in Tsjechië werd in 1948 door de communisten genationaliseerd en de gebroeders Nettle vluchtten naar Nederland, waar broer Oscar in Elten en zijn broer in Suameer eveneens een papierfabriek oprichtten.
In 1958 werd te Zelhem vanuit de Papierfabriek Doetinchem eveneens een fabriek opgericht die allerlei hygiënische papiersoorten onder de merknaam Celtona ging produceren.
In 1963 werden alle aandelen overgenomen door Bührmann-Tetterode.
In 1999 werd Celtona Zelhem gesloten en werden enkele papiermachines overgenomen die in Dinxperlo werden geplaatst om daar enige tijd eindproducten te vervaardigen, later onder de naam Paper projects. Nog later werd deze groep, betreffende niet in grote massa te vervaardigen gespecialiseerde eindproducten, onder dezelfde naam naar Doetinchem verhuisd.
De fabriek bestaat (in 2023) nog steeds, heeft ongeveer 175 medewerkers en produceert lichtgewicht papier voor diverse toepassingen.